# Ingolphus Benedicti
Ingolphus Benedicti, född 1538, död 1613 i Röks socken, Östergötlands län, var en svensk präst i Björsäters socken och Röks socken, Östergötlands län.

## Biografi
Ingolphus Benedicti föddes 1538. Han prästvigdes 1573 och blev 1576 domkyrkokomminister i Linköpings församling. Benedicti blev 1580 kyrkoherde i Björsäters socken och 1584 kyrkoherde i Röks socken. Han skrev 1593 under Uppsala mötes beslut, 1595 Söderköpings riksdagsbeslut och 25 juni 1598 Vadstena riksdagsbeslut. Benedicti avled 1613 i Röks socken.

### Familj
Benedicti gifte sig med Ingeborg Svensdotter. De fick tillsammans barnen Henrik (1602–1628) och Bengt Ingolfsson (död 1662).